# Alcidion albosparsus
Alcidion albosparsus es una especie de escarabajo longicornio del género Alcidion, tribu Acanthocinini, subfamilia Lamiinae. Fue descrita científicamente por Melzer en 1935.
El período de vuelo de la especie se presenta durante los meses de abril y noviembre.

## Descripción
Mide 7,5 milímetros de longitud.

## Distribución
Se distribuye por Argentina, Brasil y Paraguay.